# San Mateo Piñas
San Mateo Piñas es una localidad del estado mexicano de Oaxaca. Es cabecera del municipio de San Mateo Piñas.

## Demografía
| Censo | Población |
| ----- | --------- |
| 1900  | 1234      |
| 1910  | 145       |
| 1921  | 1767      |
| 1930  | 190       |
| 1940  | 200       |
| 1950  | 567       |
| 1960  | 370       |
| 1970  | 193       |
| 1980  | 290       |
| 1990  | 655       |
| 1995  | 668       |
| 2000  | 566       |
| 2005  | 538       |
| 2010  | 297       |
| 2020  | 471       |